# Persone di nome Anthony
| Questa pagina contiene informazioni ricavate automaticamente dalle voci biografiche con l'ausilio del template Bio e di un bot. L'aggiornamento è periodico e automatico e ricostruisce completamente la pagina. Se manca una persona in questa lista, sei pregato di non aggiungerla, ma accertati piuttosto che la sua voce biografica contenga il template Bio e che i dati anagrafici siano correttamente compilati. Se il template Bio manca, inseriscilo tu stesso o, in alternativa, metti l'avviso {{tmp\|Bio}} che ne segnala la mancanza. Se i dati riportati sono sbagliati, correggi direttamente la voce biografica; le modifiche saranno visibili in questa lista entro pochi giorni. Per chiarimenti vedi il progetto antroponimi. La lista contiene solo le 842 persone che sono citate nell'enciclopedia e per le quali è stato implementato correttamente il template Bio. Pagina aggiornata al 22 lug 2025. |

Questa è una lista di persone presenti nell'enciclopedia che hanno il nome Anthony, suddivise per attività principale.

## Allenatori di calcio(16)
- Anthony Braizat, allenatore di calcio e ex calciatore francese (Saint-Raphaël, n. 1977)
- Tony DiCicco, allenatore di calcio e calciatore statunitense (Wethersfield, n. 1948 - Wethersfield, † 2017)
- Tony Ellis, allenatore di calcio e ex calciatore inglese (Salford, n. 1964)
- Tony Gill, allenatore di calcio e ex calciatore inglese (Bradford, n. 1968)
- Tony Grant, allenatore di calcio e ex calciatore inglese (Liverpool, n. 1974)
- Anthony Hudson, allenatore di calcio e ex calciatore inglese (Londra, n. 1981)
- Anthony McMahon, allenatore di calcio e ex calciatore inglese (Bishop Auckland, n. 1986)
- Ante Milicic, allenatore di calcio e ex calciatore australiano (Sydney, n. 1974)
- Anthony Benedict Modeste, allenatore di calcio e ex calciatore grenadino (Saint George's, n. 1975)
- Tony Mowbray, allenatore di calcio e ex calciatore inglese (Saltburn-by-the-Sea, n. 1963)
- Tony Naylor, allenatore di calcio e ex calciatore inglese (Birmingham, n. 1967)
- Anthony da Silva, allenatore di calcio e ex calciatore portoghese (Le Creusot, n. 1980)
- Anthony Sirufo, allenatore di calcio e ex calciatore francese (n. 1978)
- Anthony Smith, allenatore di calcio e ex calciatore inglese (Sunderland, n. 1971)
- Tony Vidmar, allenatore di calcio e ex calciatore australiano (Adelaide, n. 1970)
- Tony Warner, allenatore di calcio e ex calciatore inglese (Liverpool, n. 1974)

## Allenatori di hockey su ghiaccio(3)
- Tony Granato, allenatore di hockey su ghiaccio e ex hockeista su ghiaccio statunitense (Downers Grove, n. 1964)
- Tony Hand, allenatore di hockey su ghiaccio e ex hockeista su ghiaccio britannico (Edimburgo, n. 1967)
- Anthony Iob, allenatore di hockey su ghiaccio e ex hockeista su ghiaccio canadese (Renfrew, n. 1971)

## Allenatori di pallacanestro(6)
- Tony Barone, allenatore di pallacanestro e dirigente sportivo statunitense (Chicago, n. 1946 - † 2019)
- Anthony Carter, allenatore di pallacanestro e ex cestista statunitense (Milwaukee, n. 1975)
- Anthony Grant, allenatore di pallacanestro statunitense (Miami, n. 1966)
- Anthony McHenry, allenatore di pallacanestro e ex cestista statunitense (Birmingham, n. 1983)
- Anthony Raffa, allenatore di pallacanestro e cestista statunitense (Strathmere, n. 1989)
- Tony Skinn, allenatore di pallacanestro e ex cestista nigeriano (Lagos, n. 1983)

## Allenatori di tennis(1)
- Tony Roche, allenatore di tennis e ex tennista australiano (Wagga Wagga, n. 1945)

## Altisti(1)
- Anthony Idiata, ex altista nigeriano (n. 1975)

## Antropologi(1)
- Anthony D. Smith, antropologo e sociologo britannico (Londra, n. 1939 - Londra, † 2016)

## Arbitri di calcio(1)
- Anthony Taylor, arbitro di calcio inglese (Manchester, n. 1978)

## Arbitri di rugby a 15(1)
- Tony Spreadbury, ex arbitro di rugby a 15 e dirigente sportivo britannico (Bath, n. 1962)

## Archeologi(1)
- Anthony John Arkell, archeologo, storico e egittologo britannico (Hinxhill, n. 1898 - Chelmsford, † 1980)

## Architetti(1)
- Anthony Campitelli, architetto statunitense (Castel Frentano, n. 1911 - Bethesda, † 2004)

## Arcivescovi cattolici(6)
- Anthony Sablan Apuron, arcivescovo cattolico statunitense (Hagåtña, n. 1945)
- Anthony Weradet Chaiseri, arcivescovo cattolico thailandese (Ban Tha Rae, n. 1963)
- Anthony Colin Fisher, arcivescovo cattolico australiano (Sydney, n. 1960)
- Anthony Giroux Meagher, arcivescovo cattolico canadese (Oshawa, n. 1940 - Oshawa, † 2007)
- Anthony Muheria, arcivescovo cattolico keniota (Kaburugi, n. 1963)
- Anthony John Valentine Obinna, arcivescovo cattolico nigeriano (Emekukwu, n. 1946)

## Arcivescovi vetero-cattolici(1)
- Anthony Mikovsky, arcivescovo vetero-cattolico statunitense (n. 1966)

## Artisti marziali misti(4)
- Tony Ferguson, artista marziale misto statunitense (Oxnard, n. 1984)
- Anthony Johnson, artista marziale misto statunitense (Dublin, n. 1984 - † 2022)
- Anthony Pettis, artista marziale misto statunitense (Milwaukee, n. 1987)
- Anthony Smith, artista marziale misto statunitense (Corpus Christi, n. 1988)

## Astisti(1)
- Anthony Ammirati, astista francese (Grasse, n. 2003)

## Astronauti(1)
- Anthony England, ex astronauta statunitense (n. 1942)

## Astronomi(3)
- Anthony J. Cecce, astronomo statunitense
- Anthony Patrick Fairall, astronomo sudafricano (Londra, n. 1943 - Hout Bay, † 2008)
- Anthony Wesley, astronomo australiano (n. 1966)

## Autori televisivi(1)
- Anthony Yerkovich, autore televisivo e sceneggiatore statunitense

## Avvocati(3)
- Anthony Caminetti, avvocato e politico statunitense (Jackson, n. 1854 - Jackson, † 1923)
- Van Jones, avvocato, scrittore e attivista statunitense (Jackson, n. 1968)
- Anthony Julius, avvocato e saggista britannico (Londra, n. 1956)

## Bassisti(1)
- Anthony Jackson, bassista e contrabbassista statunitense (New York City, n. 1952)

## Batteristi(5)
- Tony Bray, batterista britannico (Newcastle upon Tyne, n. 1957)
- Anthony Martinez, batterista statunitense
- Tony McCarroll, batterista inglese (Levenshulme, n. 1971)
- Tony Richards, batterista statunitense (Phoenix, n. 1957)
- Tony Thompson, batterista e produttore discografico statunitense (New York, n. 1954 - Los Angeles, † 2003)

## Bobbisti(1)
- Tony Nash, bobbista britannico (Amersham, n. 1936 - † 2022)

## Botanici(2)
- Anthony Lamb, botanico britannico (Sri Lanka, n. 1937 - Kota Kinabalu, † 2024)
- Anthony Miller, botanico britannico (n. 1951)

## Canottieri(3)
- Tony Hurt, ex canottiere neozelandese (Auckland, n. 1946)
- Anthony Jacob, canottiere canadese (Vancouver, n. 1989)
- Anthony Perrot, canottiere francese (Bergerac, n. 1974)

## Cantanti(15)
- Tony Bennett, cantante statunitense (New York, n. 1926 - New York, † 2023)
- Tony Butala, cantante statunitense (Sharon, n. 1940)
- Anthony Callea, cantante australiano (Melbourne, n. 1982)
- Tony Cetinski, cantante croato (Pula, n. 1969)
- Beenie Man, cantante giamaicano (Kingston, n. 1973)
- Tony Dolan, cantante e bassista inglese (Newcastle upon Tyne, n. 1964)
- Lonnie Donegan, cantante e chitarrista britannico (Glasgow, n. 1931 - Peterborough, † 2002)
- Tony Hadley, cantante britannico (Londra, n. 1960)
- Tony Martin, cantante britannico (Birmingham, n. 1957)
- Tony Hicks, cantante e chitarrista britannico (n. 1945)
- Ryan Leslie, cantante, produttore discografico e rapper statunitense (Washington, n. 1978)
- Tony Lovato, cantante e chitarrista statunitense (n. 1980)
- Anthony Raneri, cantante, chitarrista e produttore discografico statunitense (Queens, n. 1982)
- Tony Sly, cantante e chitarrista statunitense (Mountain View, n. 1970 - † 2012)
- Anthony Warlow, cantante e attore australiano (Wollongong, n. 1961)

## Cantautori(6)
- Ant Clemons, cantautore, rapper e paroliere statunitense (Willingboro, n. 1993)
- Caleb Followill, cantautore e chitarrista statunitense (Mt. Juliet, n. 1982)
- Anthony Hamilton, cantautore e produttore discografico statunitense (Charlotte, n. 1971)
- Anthony Kiedis, cantautore, attore e rapper statunitense (Grand Rapids, n. 1962)
- Anthony Red Rose, cantautore giamaicano (Kingston, n. 1962)
- Romeo Santos, cantautore e produttore discografico statunitense (New York, n. 1981)

## Cardinali(4)
- Anthony Bevilacqua, cardinale e arcivescovo cattolico statunitense (Brooklyn, n. 1923 - Wynnewood, † 2012)
- Anthony Soter Fernandez, cardinale e arcivescovo cattolico malese (Sungai Petani, n. 1932 - Cheras, † 2020)
- Anthony Olubunmi Okogie, cardinale e arcivescovo cattolico nigeriano (Lagos, n. 1936)
- Anthony Poola, cardinale e arcivescovo cattolico indiano (Poluru, n. 1961)

## Chirurghi(2)
- Anthony Atala, chirurgo peruviano (n. 1958)
- Anthony Carlisle, chirurgo britannico (Stillington, n. 1768 - Londra, † 1840)

## Chitarristi(4)
- Joe Perry, chitarrista statunitense (Lawrence, n. 1950)
- Anthony Phillips, chitarrista, polistrumentista e compositore britannico (Londra, n. 1951)
- Tony Rombola, chitarrista statunitense (Norwood, n. 1964)
- Anthony Sidney, chitarrista e compositore statunitense (New York, n. 1952)

## Ciclisti su strada(6)
- Anthony Charteau, ex ciclista su strada francese (Nantes, n. 1979)
- Anthony Delaplace, ciclista su strada francese (Valognes, n. 1989)
- Anthony Geslin, ex ciclista su strada francese (Alençon, n. 1980)
- Anthony Perez, ciclista su strada francese (Tolosa, n. 1991)
- Anthony Roux, ciclista su strada francese (Verdun, n. 1987)
- Anthony Turgis, ciclista su strada e ciclocrossista francese (Bourg-la-Reine, n. 1994)

## Clarinettisti(1)
- Anthony Ortega, clarinettista, sassofonista e flautista statunitense (Los Angeles, n. 1928 - Encinitas, † 2022)

## Comici(1)
- Tony Hale, comico e attore statunitense (West Point, n. 1970)

## Compositori(6)
- Anthony Braxton, compositore e polistrumentista statunitense (Chicago, n. 1945)
- Tony Britten, compositore inglese
- Tony Hatch, compositore britannico (Pinner, n. 1939)
- Anthony Holborne, compositore inglese († 1602)
- Anthony Payne, compositore inglese (Londra, n. 1936 - † 2021)
- Anthony Rother, compositore e produttore discografico tedesco (Francoforte sul Meno, n. 1972)

## Controtenori(1)
- Anthony Roth Costanzo, controtenore e attore statunitense (Durham, n. 1982)

## Coreografi(1)
- Anthony Van Laast, coreografo britannico (n. 1951)

## Cosmologi(1)
- Anthony Aguirre, cosmologo statunitense (Santa Cruz, n. 1973)

## Costumisti(3)
- Anthony Powell, costumista britannico (Chorlton-cum-Hardy, n. 1935 - Londra, † 2021)
- Tony Walton, costumista e scenografo britannico (Walton-on-Thames, n. 1934 - New York, † 2022)
- Anthony Ward, costumista e scenografo inglese (n. 1957)

## Criminali(3)
- Anthony Casso, criminale statunitense (New York, n. 1942 - Tucson, † 2020)
- Gemini Twins, criminale statunitense (Canarsie, n. 1955)
- Anthony Sowell, criminale statunitense (Cleveland, n. 1959 - Columbus, † 2021)

## Cuochi(1)
- Anthony Bourdain, cuoco, gastronomo e scrittore statunitense (New York, n. 1956 - Kaysersberg-Vignoble, † 2018)

## Danzatori(1)
- Tony Mordente, ballerino, coreografo e regista televisivo statunitense (New York, n. 1935 - Henderson, † 2024)

## Diplomatici(2)
- Anthony Joseph Drexel Biddle, diplomatico statunitense (Filadelfia, n. 1897 - Washington, † 1961)
- Anthony Figgis, diplomatico inglese (n. 1940)

## Direttori d'orchestra(1)
- Anthony Bernard, direttore d'orchestra, compositore e pianista britannico (Londra, n. 1891 - † 1963)

## Direttori della fotografia(3)
- Anthony Dod Mantle, direttore della fotografia britannico (Oxford, n. 1955)
- Tony Pierce-Roberts, direttore della fotografia britannico (Birkenhead, n. 1945)
- Anthony B. Richmond, direttore della fotografia e regista britannico (Londra, n. 1942)

## Direttori teatrali(1)
- Anthony Amato, direttore teatrale e produttore teatrale statunitense (Minori, n. 1920 - New York, † 2011)

## Dirigenti sportivi(3)
- Tony Beltran, dirigente sportivo e ex calciatore statunitense (Claremont, n. 1987)
- Anthony Ravard, dirigente sportivo e ex ciclista su strada francese (Nantes, n. 1983)
- Tony Rudd, dirigente sportivo, ingegnere e progettista britannico (Stony Stratford, n. 1923 - † 2003)

## Disc jockey(2)
- Tony Moran, disc jockey, cantautore e produttore discografico statunitense (New York)
- Roc Raida, disc jockey e beatmaker statunitense (New York, n. 1972 - New York, † 2009)

## Discoboli(1)
- Anthony Washington, ex discobolo statunitense (Glasgow, n. 1966)

## Doppiatori(1)
- Tony Pope, doppiatore statunitense (Cleveland, n. 1947 - Burbank, † 2004)

## Drammaturghi(3)
- Anthony Marriott, drammaturgo e attore inglese (Londra, n. 1931 - Londra, † 2014)
- Anthony Munday, drammaturgo e poeta inglese (Londra, n. 1553 - Londra, † 1633)
- Anthony Shaffer, drammaturgo, sceneggiatore e scrittore inglese (Liverpool, n. 1926 - Londra, † 2001)

## Economisti(2)
- Anthony Barnes Atkinson, economista britannico (Caerleon, n. 1944 - Oxford, † 2017)
- Anthony Thirlwall, economista britannico (n. 1941 - † 2023)

## Filosofi(4)
- Anthony Collins, filosofo inglese (Heston, n. 1676 - Londra, † 1729)
- Anthony Elenjimittam, filosofo, teologo e scrittore indiano (Kundannoor, n. 1915 - Torino, † 2011)
- Anthony Kenny, filosofo, teologo e educatore britannico (Liverpool, n. 1931)
- Anthony Pym, filosofo e traduttore australiano (Perth, n. 1956)

## Fisici(1)
- Anthony James Leggett, fisico inglese (Camberwell, n. 1938)

## Fotografi(2)
- Anthony Goicolea, fotografo statunitense (Atlanta, n. 1971)
- Anthony Suau, fotografo statunitense (Peoria, n. 1956)

## Fumettisti(1)
- Tony Strobl, fumettista statunitense (Cleveland, n. 1915 - Los Angeles, † 1991)

## Genealogisti(1)
- Anthony Wagner, genealogista inglese (n. 1908 - † 1995)

## Generali(5)
- Anthony Boldewijn Gijsbert van Dedem van den Gelder, generale olandese (Olst-Wijhe, n. 1774 - Pievepelago, † 1825)
- Anthony McAuliffe, generale statunitense (Washington, n. 1898 - Chevy Chase, † 1975)
- Ludomił Rayski, generale e aviatore polacco (Czasław, n. 1892 - Londra, † 1977)
- Anthony Ashley-Cooper, IX conte di Shaftesbury, generale e filantropo inglese (n. 1869 - † 1961)
- Anthony Wayne, generale inglese (Easttown, n. 1745 - Presque Isle, † 1796)

## Gesuiti(1)
- Anthony de Mello, gesuita, scrittore e psicoterapeuta indiano (Bombay, n. 1931 - New York, † 1987)

## Ginnasti(1)
- Anthony Jahnke, ginnasta e multiplista statunitense (Świecie, n. 1879 - Chicago, † 1953)

## Giocatori di badminton(1)
- Anthony Sinisuka Ginting, giocatore di badminton indonesiano (Cimahi, n. 1996)

## Giocatori di baseball(9)
- Tony Gonsolin, giocatore di baseball statunitense (Vacaville, n. 1994)
- Anthony Granato, giocatore di baseball canadese (Toronto, n. 1981)
- Tony Gwynn, giocatore di baseball statunitense (Los Angeles, n. 1960 - Poway, † 2014)
- Tony La Russa, ex giocatore di baseball e allenatore di baseball statunitense (Tampa, n. 1944)
- Tony Lazzeri, giocatore di baseball statunitense (San Francisco, n. 1903 - San Francisco, † 1946)
- Anthony Recker, giocatore di baseball statunitense (Allentown, n. 1983)
- Anthony Rendon, giocatore di baseball statunitense (Houston, n. 1990)
- Anthony Rizzo, giocatore di baseball statunitense (Fort Lauderdale, n. 1989)
- Anthony Varvaro, giocatore di baseball statunitense (New York, n. 1984 - Jersey City, † 2022)

## Giocatori di beach soccer(1)
- Anthony Mendy, giocatore di beach soccer francese (Marsiglia, n. 1983)

## Giocatori di calcio a 5(1)
- Anthony Musumeci, ex giocatore di calcio a 5 australiano (n. 1956)

## Giocatori di snooker(2)
- Anthony Hamilton, giocatore di snooker inglese (Nottingham, n. 1971)
- Anthony McGill, giocatore di snooker scozzese (Glasgow, n. 1991)

## Giocolieri(1)
- Anthony Gatto, giocoliere statunitense (Manhattan, n. 1973)

## Giornalisti(3)
- Anthony Muroni, giornalista e scrittore italiano (Perth, n. 1972)
- A. O. Scott, giornalista statunitense (Northampton, n. 1966)
- Anthony Shadid, giornalista statunitense (Oklahoma City, n. 1968 - Damasco, † 2012)

## Giuristi(1)
- Anthony Kennedy, giurista statunitense (Sacramento, n. 1936)

## Golfisti(1)
- Tony Jacklin, golfista inglese (Scunthorpe, n. 1944)

## Hockeisti su ghiaccio(12)
- Tony Amonte, ex hockeista su ghiaccio statunitense (Hingham, n. 1970)
- Anthony Aquino, ex hockeista su ghiaccio canadese (Mississauga, n. 1982)
- Anthony Bardaro, hockeista su ghiaccio canadese (Delta, n. 1992)
- Anthony Borelli, ex hockeista su ghiaccio statunitense (Grand Island, n. 1989)
- Anthony Circelli, ex hockeista su ghiaccio canadese (Toronto, n. 1962)
- Tony Conroy, hockeista su ghiaccio statunitense (Saint Paul, n. 1895 - Saint Paul, † 1978)
- Tony Esposito, hockeista su ghiaccio e dirigente sportivo canadese (Sault Sainte Marie, n. 1943 - † 2021)
- Fran Huck, ex hockeista su ghiaccio canadese (Regina, n. 1945)
- Anthony Luciani, hockeista su ghiaccio canadese (Maple, n. 1990)
- Anthony Nigro, hockeista su ghiaccio canadese (Vaughan, n. 1990)
- Craig Rivet, ex hockeista su ghiaccio canadese (North Bay, n. 1974)
- Anthony Salinitri, hockeista su ghiaccio canadese (Windsor, n. 1998)

## Illustratori(2)
- Tony Palladino, illustratore, designer e docente statunitense (New York, n. 1930 - New York, † 2014)
- Tony Ross, illustratore e scrittore inglese (Londra, n. 1938)

## Immunologi(1)
- Anthony Fauci, immunologo statunitense (New York, n. 1940)

## Imprenditori(7)
- Anthony Joseph Drexel, imprenditore e banchiere statunitense (Filadelfia, n. 1826 - Karlsbad, † 1893)
- Tony Fernandes, imprenditore malese (Kuala Lumpur, n. 1964)
- Andy Granatelli, imprenditore e dirigente sportivo statunitense (Dallas, n. 1923 - Santa Barbara, † 2013)
- Tony Hawk, imprenditore e attore statunitense (San Diego, n. 1968)
- Anton Rupert, imprenditore sudafricano (Graaff-Reinet, n. 1916 - Stellenbosch, † 2006)
- Anthony Scaramucci, imprenditore e politico statunitense (Port Washington, n. 1964)
- Tony Woodcock, imprenditore, dirigente sportivo e allenatore di calcio inglese (Eastwood, n. 1955)

## Ingegneri(2)
- Tony Fadell, ingegnere statunitense (Grosse Pointe Farms, n. 1969)
- Anthony Spear, ingegnere statunitense (Martins Ferry, n. 1936)

## Lottatori(2)
- Anthony Fasugba, lottatore italiano (Caserta, n. 1983)
- Anthony Montero, lottatore venezuelano (Punta Cardón, n. 1997)

## Mafiosi(9)
- Anthony Antico, mafioso statunitense (Brooklyn, n. 1935 - Staten Island, † 2020)
- Anthony Carfano, mafioso italiano (New York, n. 1895 - New York, † 1959)
- Anthony Gaggi, mafioso statunitense (Manhattan, n. 1925 - Lewisburg, † 1988)
- Anthony Indelicato, mafioso statunitense (New York, n. 1947)
- Anthony Provenzano, mafioso statunitense (New York, n. 1917 - Lompoc, † 1988)
- Tony Rampino, mafioso statunitense (Ozone Park, n. 1939 - New Hartford, † 2010)
- Anthony Salerno, mafioso statunitense (New York, n. 1911 - Springfield, † 1992)
- Anthony Spilotro, mafioso statunitense (Chicago, n. 1938 - Bensenville, † 1986)
- Anthony Strollo, mafioso statunitense (New York, n. 1899)

## Matematici(1)
- Anthony Stafford Beer, matematico inglese (Londra, n. 1926 - † 2002)

## Medici(1)
- Anthony Wynne, medico e scrittore inglese (n. 1882 - † 1963)

## Mercanti(1)
- Anthony de la Roché, mercante e esploratore inglese (Londra)

## Mezzofondisti(2)
- Tony Blue, mezzofondista australiano (n. 1936 - † 2020)
- Anton Hegarty, mezzofondista britannico (Derry, n. 1892 - Rugby, † 1944)

## Militari(4)
- Anthony Fane, XIII conte di Westmorland, ufficiale britannico (Mayfair, n. 1859 - Hove, † 1922)
- Anthony Clarke Booth, militare britannico (Carrington, n. 1846 - Brierley Hill, † 1899)
- Anthony Durnford, militare britannico (Manorhamilton, n. 1830 - Isandlwana, † 1879)
- Anthony Oldham, militare britannico (Londra, n. 1913 - Canada, † 1992)

## Modelli(1)
- Tony Ward, supermodello, attore e fotografo statunitense (Santa Cruz, n. 1963)

## Musicisti(6)
- Rexanthony, musicista e produttore discografico italiano (Fabriano, n. 1977)
- Tony Bevilacqua, musicista e chitarrista statunitense (n. 1976)
- Tony Franklin, musicista e compositore britannico (Derby, n. 1962)
- Tony Kaye, musicista britannico (Leicester, n. 1945)
- Anthony Marinelli, musicista, compositore e direttore d'orchestra statunitense (California, n. 1959)
- Tony Mottola, musicista statunitense (Kearny, n. 1918 - Denville, † 2004)

## Musicologi(3)
- Anthony Hicks, musicologo, critico musicale e scrittore britannico (Swansea, n. 1943 - Londra, † 2010)
- Anthony van Hoboken, musicologo olandese (Rotterdam, n. 1887 - Zurigo, † 1983)
- Anthony Newcomb, musicologo statunitense (New York, n. 1941 - Berkeley, † 2018)

## Nobili(9)
- Anthony Ashley-Cooper, VIII conte di Shaftesbury, nobile e ufficiale inglese (n. 1831 - † 1886)
- Anthony Ashley-Cooper, V conte di Shaftesbury, nobile britannico (Wimborne St. Giles, n. 1761 - Londra, † 1811)
- Anthony Babington, nobile inglese (Dethick, n. 1561 - Londra, † 1586)
- Anthony Brooke, nobile malese (Kuching, n. 1912 - Wanganui, † 2011)
- Anthony Browne, I visconte Montagu, nobile e politico inglese (Inghilterra, n. 1528 - West Horsley, † 1592)
- Anthony Cary, nobile e politico scozzese (Swallowfield, n. 1656 - Londra, † 1694)
- Anthony Grey, IX conte di Kent, nobile e politico inglese (Brancepeth, n. 1557 - Devon, † 1643)
- Anthony Grey, XI conte di Kent, nobile inglese (Kent, n. 1645 - Tunbridge, † 1702)
- Anthony Shirley, nobile, avventuriero e diplomatico inglese (Wiston, n. 1565 - Madrid, † 1635)

## Nuotatori(3)
- Anthony Ervin, nuotatore statunitense (Burbank, n. 1981)
- Anthony Mosse, ex nuotatore neozelandese (Hong Kong, n. 1964)
- Anthony Nesty, ex nuotatore surinamese (Port of Spain, n. 1967)

## Ostacolisti(3)
- Tonie Campbell, ex ostacolista statunitense (Los Angeles, n. 1960)
- Tony Dees, ex ostacolista statunitense (Pascagoula, n. 1963)
- Tony Jarrett, ex ostacolista e velocista britannico (Londra, n. 1968)

## Pallanuotisti(1)
- Tony Azevedo, pallanuotista statunitense (Rio de Janeiro, n. 1981)

## Pastori protestanti(1)
- Tony Campolo, pastore protestante e sociologo statunitense (Filadelfia, n. 1935 - Bryn Mawr, † 2024)

## Pattinatori di short track(1)
- Anthony Lobello, ex pattinatore di short track statunitense (Tallahassee, n. 1984)

## Personaggi televisivi(1)
- Chef Tony, personaggio televisivo statunitense (New York, n. 1954)

## Pianisti(1)
- Tony Aless, pianista statunitense (Garfield, n. 1921 - Flashing, † 1985)

## Piercer(1)
- Mr. Sebastian, piercer e imprenditore britannico (Liverpool, n. 1933 - Londra, † 1996)

## Piloti automobilistici(7)
- Tony Brise, pilota di Formula 1 britannico (Erith, n. 1952 - Arkley, † 1975)
- Anthony Davidson, ex pilota automobilistico britannico (Hemel Hempstead, n. 1979)
- A.J. Foyt, ex pilota automobilistico statunitense (Houston, n. 1935)
- Tony Maggs, pilota automobilistico sudafricano (Pretoria, n. 1937 - Hermanus, † 2009)
- Tony Rolt, pilota automobilistico e ingegnere inglese (Bordon, n. 1918 - Warwick, † 2008)
- Tony Settember, pilota di Formula 1 statunitense (Manila, n. 1926 - Reno, † 2014)
- Tony Trimmer, ex pilota automobilistico britannico (Maidenhead, n. 1943)

## Piloti motociclistici(2)
- Anthony Gobert, pilota motociclistico australiano (Greenacre, n. 1975 - Gold Coast, † 2024)
- Anthony West, pilota motociclistico australiano (Maryborough, n. 1981)

## Pistard(2)
- Tony Marchant, ex pistard australiano (n. 1937)
- Anthony Williamsen, pistard statunitense (Milwaukee, n. 1880 - Milwaukee, † 1956)

## Pittori(3)
- Anthony Glaser, pittore svizzero (n. 1490 - † 1551)
- Anthony Frederick Augustus Sandys, pittore e disegnatore inglese (Norwich, n. 1829 - Londra, † 1904)
- Anthony Ausgang, pittore e scrittore trinidadiano (Trinidad and Tobago, n. 1959)

## Poeti(2)
- Anthony Hecht, poeta statunitense (New York City, n. 1923 - Washington, † 2004)
- Anthony Christiaan Winand Staring, poeta olandese (Gendringen, n. 1767 - Vorden, † 1840)

## Politici(31)
- Tony Abbott, politico australiano (Londra, n. 1957)
- Anthony Albanese, politico australiano (Sydney, n. 1963)
- Evelyn Ashley, politico inglese (n. 1836 - † 1907)
- Anthony Ashley-Cooper, III conte di Shaftesbury, politico, filosofo e scrittore inglese (Londra, n. 1671 - Napoli, † 1713)
- Anthony Ashley-Cooper, I conte di Shaftesbury, politico inglese (Wimborne St. Giles, n. 1621 - Amsterdam, † 1683)
- Anthony Ashley-Cooper, II conte di Shaftesbury, politico inglese (Wimborne St. Giles, n. 1652 - Wimborne St. Giles, † 1699)
- Anthony Ashley-Cooper, IV conte di Shaftesbury, politico e filantropo inglese (Londra, n. 1711 - Londra, † 1771)
- Anthony Bacon, politico, diplomatico e agente segreto inglese (Londra, n. 1558 - Londra, † 1601)
- Anthony Barbagallo, politico italiano (Catania, n. 1975)
- Anthony Beilenson, politico statunitense (New Rochelle, n. 1932 - Westwood, † 2017)
- Tony Blair, politico britannico (Edimburgo, n. 1953)
- Anthony Brindisi, politico statunitense (Utica, n. 1978)
- Anthony Brown, politico statunitense (Huntington, n. 1961)
- Anthony Carmona, politico trinidadiano (Fyzabad, n. 1953)
- Anthony Celebrezze, politico statunitense (Anzi, n. 1910 - Cleveland, † 1998)
- Anthony Comstock, politico e attivista statunitense (New Canaan, n. 1844 - Summit, † 1915)
- Anthony D'Esposito, politico statunitense (New York, n. 1982)
- Anthony van Diemen, politico olandese (Culemborg, n. 1593 - Batavia, † 1645)
- Tony Earl, politico e avvocato statunitense (Lansing, n. 1936 - Madison, † 2023)
- Tony Evers, politico statunitense (Plymouth, n. 1951)
- Anthony Foxx, politico statunitense (Charlotte, n. 1971)
- Anthony Gonzalez, politico e ex giocatore di football americano statunitense (Cleveland, n. 1984)
- Tony Knowles, politico statunitense (Tulsa, n. 1943)
- Anthony Mongalo, politico sudafricano (Pretoria, n. 1936)
- Tony Leon, politico sudafricano (Durban, n. 1956)
- Tony Lloyd, politico britannico (Stretford, n. 1950 - Manchester, † 2024)
- Anthony Mamo, politico maltese (Birchircara, n. 1909 - Mosta, † 2008)
- Anthony Ashley-Cooper, VII conte di Shaftesbury, politico e filantropo inglese (Londra, n. 1801 - Folkestone, † 1885)
- Anthony Weiner, politico statunitense (New York, n. 1964)
- Tony Wied, politico statunitense (Lincoln, n. 1976)
- Anthony Williams, politico statunitense (Los Angeles, n. 1951)

## Politologi(2)
- Anthony Downs, politologo statunitense (Evanston, n. 1930 - Bethesda, † 2021)
- A. James Gregor, politologo e storico statunitense (New York, n. 1929 - Berkeley, † 2019)

## Predicatori(1)
- Anthony Burges, predicatore e religioso inglese († 1664)

## Presbiteri(2)
- Anthony Cekada, presbitero, teologo e scrittore statunitense (San Diego, n. 1951 - West Chester, † 2020)
- Anthony C. Thiselton, presbitero e teologo britannico (Woking, n. 1937 - † 2023)

## Produttori cinematografici(3)
- Anthony Havelock-Allan, produttore cinematografico e sceneggiatore britannico (Darlington, n. 1904 - Londra, † 2003)
- Anthony Katagas, produttore cinematografico statunitense (Great Neck, n. 1971)
- Anthony E. Zuiker, produttore cinematografico, sceneggiatore e regista statunitense (Blue Island, n. 1968)

## Produttori discografici(4)
- Buckwild, produttore discografico e disc jockey statunitense (New York City, n. 1968)
- Tony Bongiovi, produttore discografico statunitense (Raritan, n. 1947)
- Tony Hiller, produttore discografico e cantautore britannico (Bethnal Green, n. 1927 - † 2018)
- Tony Visconti, produttore discografico statunitense (New York, n. 1944)

## Pugili(8)
- Tony Bellew, ex pugile e attore britannico (Liverpool, n. 1982)
- Anthony Crolla, pugile inglese (Manchester, n. 1986)
- Anthony Joshua, pugile inglese (Watford, n. 1989)
- Anthony Madigan, pugile australiano (Sydney, n. 1930 - Francia, † 2017)
- Anthony Mundine, ex pugile e rugbista a 13 australiano (Sydney, n. 1975)
- Tony Mundine, ex pugile australiano (Baryulgil, n. 1951)
- Anthony Villanueva, pugile filippino (n. 1945 - Cabuyao, † 2014)
- Anthony Willis, ex pugile britannico (Liverpool, n. 1960)

## Rapper(7)
- Ant Banks, rapper e produttore discografico statunitense (n. 1969)
- Anthony Ian Berkeley, rapper e produttore discografico trinidadiano (Trinidad e Tobago, n. 1964 - Beverly Hills, † 2001)
- Krayzie Bone, rapper statunitense (Cleveland, n. 1973)
- AZ, rapper statunitense (New York, n. 1972)
- Kaza, rapper francese (Fontenay-sous-Bois, n. 2000)
- Tone Lōc, rapper e attore statunitense (Compton, n. 1966)
- Sir Mix-a-Lot, rapper, cantautore e produttore discografico statunitense (Seattle, n. 1963)

## Registi(15)
- Anthony Asquith, regista e sceneggiatore britannico (Londra, n. 1902 - Londra, † 1968)
- Anthony Giacchino, regista, produttore televisivo e sceneggiatore statunitense (n. 1969)
- Anthony Harvey, regista e montatore britannico (Londra, n. 1931 - Water Mill, † 2017)
- Anthony Hemingway, regista statunitense (n. 1977)
- Anthony Hickox, regista britannico (Londra, n. 1959 - Londra, † 2023)
- Anthony Kimmins, regista e sceneggiatore britannico (Harrow, n. 1901 - Hurstpierpoint, † 1964)
- Anthony LaMolinara, regista cinematografico, produttore cinematografico e effettista statunitense
- Anthony Mandler, regista statunitense (Los Angeles, n. 1973)
- Anthony Minghella, regista, commediografo e sceneggiatore britannico (Ryde, n. 1954 - Londra, † 2008)
- Anthony Page, regista britannico (Bangalore, n. 1935)
- Anthony Pelissier, regista e sceneggiatore inglese (Londra, n. 1912 - † 1988)
- Anthony e Joe Russo, regista, sceneggiatore e produttore televisivo statunitense (Cleveland, n. 1970)
- Tony Scott, regista, produttore cinematografico e produttore televisivo britannico (Tynemouth, n. 1944 - Los Angeles, † 2012)
- Tony Vitale, regista, scenografo e produttore cinematografico statunitense (New York, n. 1964)
- Anthony Waller, regista, sceneggiatore e produttore cinematografico britannico (Beirut, n. 1959)

## Rugbisti a 15(15)
- Anthony Allen, rugbista a 15 inglese (Southampton, n. 1986)
- Anthony Belleau, rugbista a 15 francese (Villeneuve-sur-Lot, n. 1996)
- Anthony Boric, ex rugbista a 15 neozelandese (Auckland, n. 1983)
- Anthony Bouthier, rugbista a 15 francese (Pouillon, n. 1992)
- Vern Cotter, ex rugbista a 15 e allenatore di rugby a 15 neozelandese (Tauranga, n. 1962)
- Tony Daly, ex rugbista a 15 e allenatore di rugby a 15 australiano (Sydney, n. 1966)
- Tony Diprose, ex rugbista a 15 e allenatore di rugby a 15 britannico (Thurrock, n. 1972)
- Anthony Fainga'a, rugbista a 15 australiano (Queanbeyan, n. 1987)
- Anthony Floch, ex rugbista a 15 francese (Clermont-Ferrand, n. 1983)
- Anthony Foley, rugbista a 15 e allenatore di rugby a 15 irlandese (Limerick, n. 1973 - Suresnes, † 2016)
- Anthony Herbert, ex rugbista a 15 e dirigente sportivo australiano (Brisbane, n. 1966)
- Anthony Horgan, ex rugbista a 15 irlandese (Cork, n. 1976)
- Tony Stanger, ex rugbista a 15, allenatore di rugby a 15 e dirigente sportivo britannico (Hawick, n. 1968)
- Ant Strachan, ex rugbista a 15 e dirigente sportivo neozelandese (Te Awamutu, n. 1966)
- Anthony Watson, rugbista a 15 britannico (Ashford, n. 1994)

## Saggisti(2)
- Anthony Robbins, saggista statunitense (Glendora, n. 1960)
- Anthony de Jasay, saggista ungherese (Aba, n. 1925 - Janville, † 2019)

## Scacchisti(4)
- Anthony Ker, scacchista e giocatore di bridge neozelandese (Auckland, n. 1967)
- Anthony Kosten, scacchista francese (Londra, n. 1958)
- Tony Miles, scacchista britannico (Birmingham, n. 1955 - Birmingham, † 2001)
- Anthony Santasiere, scacchista statunitense (New York, n. 1904 - Hollywood, † 1977)

## Sceneggiatori(4)
- Tony Gilroy, sceneggiatore e regista statunitense (New York, n. 1956)
- Anthony Paul Kelly, sceneggiatore e commediografo statunitense (n. 1897 - New York, † 1932)
- Anthony McCarten, sceneggiatore, scrittore e drammaturgo neozelandese (New Plymouth, n. 1961)
- Anthony Veiller, sceneggiatore e produttore cinematografico statunitense (New York, n. 1903 - Los Angeles, † 1965)

## Scenografi(1)
- Anton Furst, scenografo inglese (Londra, n. 1944 - Los Angeles, † 1991)

## Schermidori(3)
- Anthony Keane, schermidore statunitense (New York, n. 1928 - † 2016)
- Tony Plourde, ex schermidore canadese (Chibougamau, n. 1966)
- Anthony Prymack, schermidore canadese (n. 1990)

## Sciatori alpini(2)
- Anthony Naciuk, ex sciatore alpino canadese (n. 1994)
- Anthony Obert, ex sciatore alpino francese (Chamonix-Mont-Blanc, n. 1985)

## Scrittori(15)
- Anthony Berkeley Cox, scrittore britannico (Watford, n. 1893 - † 1971)
- Anthony Boucher, scrittore statunitense (Oakland, n. 1911 - Oakland, † 1968)
- Anthony Buckeridge, scrittore britannico (n. 1912 - † 2004)
- Anthony Capella, scrittore inglese (Uganda, n. 1962)
- Anthony Cartwright, scrittore inglese (Dudley, n. 1973)
- Anthony Doerr, scrittore statunitense (Cleveland, n. 1973)
- Anthony Hope, scrittore britannico (n. 1863 - † 1933)
- Anthony Horowitz, scrittore e sceneggiatore inglese (Stanmore, n. 1958)
- Anthony Marra, scrittore statunitense (Washington, n. 1984)
- Anthony McGowan, scrittore britannico (Manchester, n. 1965)
- Anthony Powell, scrittore britannico (Londra, n. 1905 - Frome, † 2000)
- Anthony Riches, scrittore inglese (Derby, n. 1961)
- Anthony Sampson, scrittore e giornalista britannico (Billingham, n. 1926 - Wardour, † 2004)
- Anthony Swofford, scrittore, insegnante e ex militare statunitense (Fairfield, n. 1970)
- Anthony Trollope, scrittore inglese (Londra, n. 1815 - Londra, † 1882)

## Scultori(3)
- Anthony Caro, scultore britannico (Londra, n. 1924 - Londra, † 2013)
- Tony Cragg, scultore britannico (Liverpool, n. 1949)
- Tony Smith, scultore e architetto statunitense (South Orange, n. 1912 - New York, † 1980)

## Skeletonisti(1)
- Anthony Watson, skeletonista e modello giamaicano (n. 1989)

## Sociologi(1)
- Anthony Giddens, sociologo e politologo britannico (Londra, n. 1938)

## Sollevatori(1)
- Tony Terlazzo, sollevatore statunitense (Patti, n. 1911 - Los Angeles, † 1966)

## Statistici(1)
- Anthony William Fairbank Edwards, statistico, genetista e biologo britannico (Londra, n. 1935)

## Storici(2)
- Anthony Richard Birley, storico britannico (Chesterholm, n. 1937 - † 2020)
- Anthony Grafton, storico statunitense (New Haven, n. 1950)

## Storici dell'arte(1)
- Anthony Blunt, storico dell'arte e agente segreto britannico (Bournemouth, n. 1907 - Londra, † 1983)

## Taekwondoka(1)
- Anthony Obame, taekwondoka gabonese (Libreville, n. 1988)

## Tastieristi(3)
- Tony Banks, tastierista, polistrumentista e compositore britannico (East Hoathly with Halland, n. 1950)
- Tony Carey, tastierista, cantante e produttore discografico statunitense (Watsonville, n. 1953)
- Anthony Moore, tastierista e compositore britannico (Londra, n. 1948)

## Tennisti(4)
- Tony Vincent, tennista statunitense (New York, n. 1925 - Miami, † 2023)
- Tony Mmoh, ex tennista nigeriano (Enugu, n. 1958)
- Tony Mottram, tennista e allenatore di tennis britannico (Coventry, n. 1920 - Torquay, † 2016)
- Anthony Wilding, tennista neozelandese (Christchurch, n. 1883 - Neuve-Chapelle, † 1915)

## Tenori(1)
- Anthony Dean Griffey, tenore statunitense (High Point, n. 1967)

## Tiratori a segno(1)
- Anthony Sweijs, tiratore a segno olandese (Amsterdam, n. 1852 - Rotterdam, † 1937)

## Tiratori a volo(1)
- Anthony Terras, tiratore a volo francese (Marsiglia, n. 1985)

## Triplisti(1)
- Nick Winter, triplista australiano (Brocklesby, n. 1894 - Nankek, † 1955)

## Tuffatori(1)
- Anthony Harding, tuffatore britannico (n. 2000)

## Velisti(1)
- Bruce Kendall, velista neozelandese (n. 1964)

## Velocisti(2)
- Anthony Pesela, velocista botswano (n. 2002)
- Anthony Zambrano, velocista colombiano (Maicao, n. 1998)

## Vescovi cattolici(8)
- Anthony Bek, vescovo cattolico inglese (Eltham, † 1311)
- Anthony Fallah Borwah, vescovo cattolico liberiano (Wodu, n. 1966)
- Anthony Hampden Dickson, vescovo cattolico giamaicano (Kingston, n. 1935 - Bridgetown, † 2022)
- Anthony Joseph O'Connell, vescovo cattolico irlandese (Lisheen, n. 1938 - Moncks Corner, † 2012)
- Anthony Michael Pilla, vescovo cattolico statunitense (Cleveland, n. 1932 - Wickliffe, † 2021)
- Anthony Randazzo, vescovo cattolico australiano (Sydney, n. 1966)
- Anthony Basil Taylor, vescovo cattolico statunitense (Fort Worth, n. 1954)
- Anthony Teuma, vescovo cattolico maltese (Xagħra, n. 1964)

## Wrestler(9)
- Tony Atlas, wrestler e ex culturista statunitense (Roanoke, n. 1954)
- Crimson, wrestler statunitense (Cleveland, n. 1985)
- Tony Garea, ex wrestler neozelandese (Auckland, n. 1946)
- August Grey, wrestler statunitense (Randolph, n. 1993)
- Ahmed Johnson, ex wrestler statunitense (Lake Alfred, n. 1963)
- Santino Marella, wrestler, ex artista marziale misto e attore canadese (Mississauga, n. 1974)
- Tony Nese, wrestler statunitense (Ridge, n. 1985)
- Anthony Ogogo, wrestler e ex pugile britannico (Lowestoft, n. 1988)
- Top Dolla, wrestler e ex giocatore di football americano statunitense (Washington, n. 1990)

## Youtuber(1)
- Anthony Fantano, youtuber statunitense (Connecticut, n. 1985)

## Senza attività specificata(6)
- Anthony Benna, ex sciatore freestyle francese (Cluses, n. 1987)
- Tony Chimel, statunitense (Cherry Hill, n. 1967)
- Anthony Dowell, ex ballerino e direttore artistico britannico (Londra, n. 1943)
- Tony Dyson, effettista britannico (Dewsbury, n. 1948 - Munxar, † 2016)
- Tony Gray, allenatore di rugby a 15 e ex rugbista a 15 gallese (Stoke-on-Trent, n. 1942)
- Anthony Sayer, inglese (Londra, n. 1672 - Londra, † 1741)